# Горно-Джумайский партизанский отряд имени Николы Калыпчиева
Горно-Джумайский партизанский отряд имени Николы Калыпчиева (болг. Горноджумайски партизански отряд „Никола Калъпчиев“) — подразделение Народно-освободительной повстанческой армии Болгарии, находившееся в ведении 4-й Горно-Джумайской повстанческой оперативной зоны. Отряд действовал в районе Горной-Джумаи (нынешний Благоевград).

## История

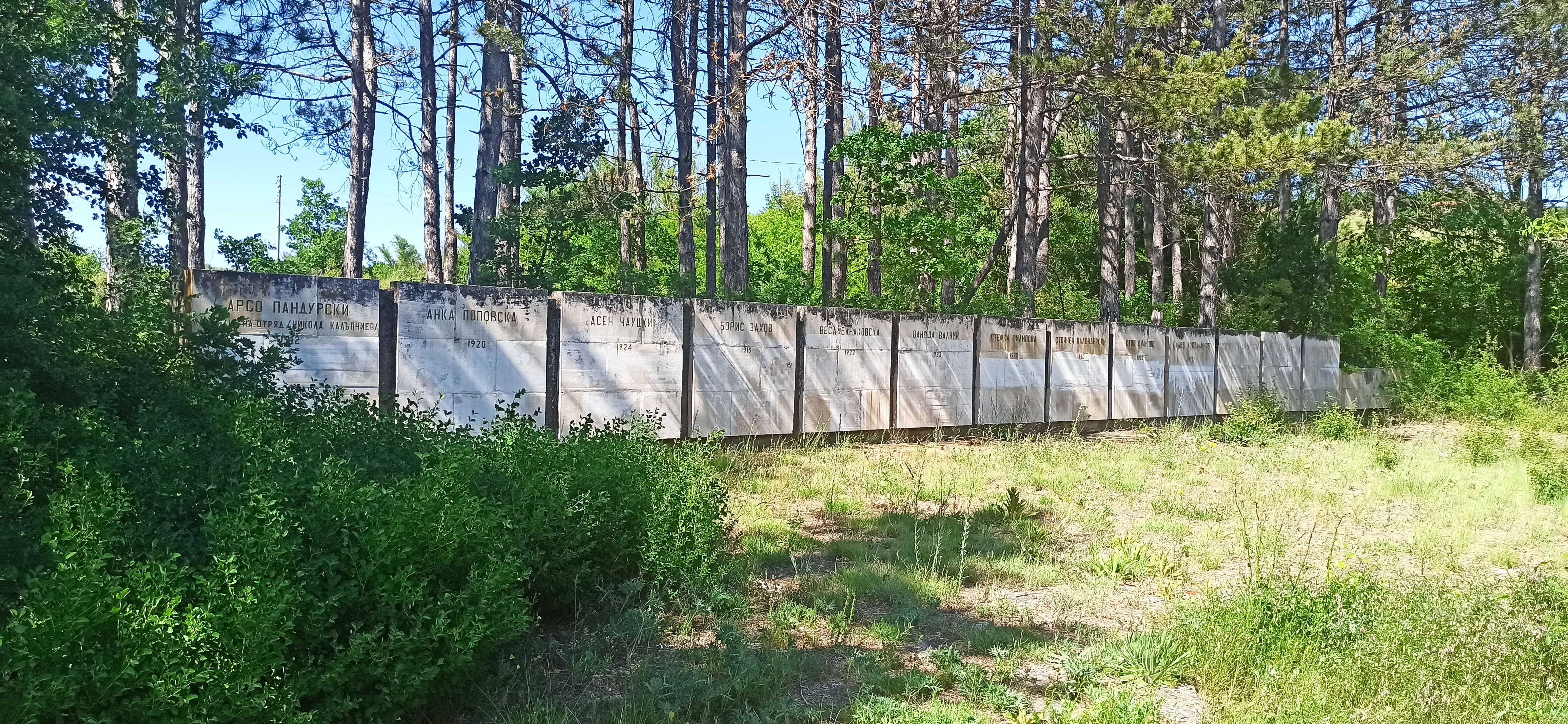
Мемориальные плиты у памятника погибшим партизанам

В июле 1941 года партизаны Никола Калыпчиев и Гроздан Николов образовали Горно-Джумайскую партизанскую роту, командиром которой стал Калыпчиев. Рота была вооружена оружием, которое сумела забрать себе в качестве трофеев с линии Метаксаса — оборонительной линии греческой армии, пройденной немцами. В феврале 1943 года выросшая в размерах рота была преобразована в партизанский отряд, которому было присвоено имя погибшего Николы Калыпчиева. Командиром нового отряда стал Арсо Пандурский, комиссаром был назначен Стойне Лисийский.
Отряд проводил акции в Бистрицком лесничестве, на железной дороге Царево-Село — Горна-Джумая, лесных хозяйствах «Добро поле» и «Картала», лесном пункте «Банско», шахте «Пирин», сёлах Брежани и Бистрица. Вёл тяжёлый бой у города Белица.
В начале августа 1944 года отряд имени Калыпчиева соединился с Рило-Пиринским партизанским отрядом и принял участие в Жабокрекской операции.
9 сентября 1944 года отряд участвовал в установлении власти Отечественного фронта в селе Марулево, городах Горна-Джумая и Разлог.
16 сентября 1944 года отряд вступил в бой против немецких войск близ села Дзвегор и понёс огромные потери. В бою погибли командир Асен Дерменджиев и заместитель командира Георгий Грынчаров.

## Известные бойцы
- Никола Калыпчиев[болг.] — первый командир отряда
- Арсо Пандурский[болг.] — командир (до 29 января 1944)
- Стойне Лисийский[болг.] — комиссар
- Асен Дерменджиев[болг.] — командир (с июля 1944)
- Георгий Грынчаров[болг.] — заместитель командира
- Веса Бараковская[болг.]
- Станке Лисичков[болг.]
- Марийка Георгиева[болг.]
- Владо Чимев[болг.]
- Станой Крекманский[болг.]
- Стефка Филипова[болг.]